# 3934 Туве
3934 Туве (3934 Tove) — астероїд головного поясу, відкритий 23 лютого 1987 року.
Тіссеранів параметр щодо Юпітера — 3,367.